# Centraal-Afrikaans voetbalelftal (vrouwen)
Het Centraal-Afrikaans vrouwenvoetbalelftal is een voetbalteam dat de Centraal-Afrikaanse Republiek vertegenwoordigt in internationale wedstrijden, zoals het Afrikaans kampioenschap.
Het team van de Centraal-Afrikaanse Republiek speelde zijn eerste interland in 2006 tegen Senegal, waarin met 4-0 verloren werd. Dit is tevens het zwaarste verlies uit de geschiedenis van de ploeg. Hierna was het elftal lange tijd inactief. Pas in 2018 nam het weer deel aan interlands tijdens de kwalificatie voor het Afrikaans kampioenschap voetbal vrouwen 2018. Het land heeft zich nog nooit gekwalificeerd voor een groot internationaal kampioenschap. Wel nam het in 2020 deel aan de UNIFFAC Women's Cup, waarin het vijfde en laatste werd. De ploeg is nog nooit opgenomen in de FIFA-wereldranglijst vrouwen omdat het in de relevante periodes te weinig interlands heeft gespeeld.

## Prestaties op eindronden

### Wereldkampioenschap
| Jaar   | Resultaat           | Wed                 | W                   | G                   | V                   | DV                  | DT                  |
| ------ | ------------------- | ------------------- | ------------------- | ------------------- | ------------------- | ------------------- | ------------------- |
| 1991   | Niet deelgenomen    | Niet deelgenomen    | Niet deelgenomen    | Niet deelgenomen    | Niet deelgenomen    | Niet deelgenomen    | Niet deelgenomen    |
| 1995   | Niet deelgenomen    | Niet deelgenomen    | Niet deelgenomen    | Niet deelgenomen    | Niet deelgenomen    | Niet deelgenomen    | Niet deelgenomen    |
| 1999   | Niet deelgenomen    | Niet deelgenomen    | Niet deelgenomen    | Niet deelgenomen    | Niet deelgenomen    | Niet deelgenomen    | Niet deelgenomen    |
| 2003   | Niet deelgenomen    | Niet deelgenomen    | Niet deelgenomen    | Niet deelgenomen    | Niet deelgenomen    | Niet deelgenomen    | Niet deelgenomen    |
| 2007   | Niet deelgenomen    | Niet deelgenomen    | Niet deelgenomen    | Niet deelgenomen    | Niet deelgenomen    | Niet deelgenomen    | Niet deelgenomen    |
| 2011   | Niet deelgenomen    | Niet deelgenomen    | Niet deelgenomen    | Niet deelgenomen    | Niet deelgenomen    | Niet deelgenomen    | Niet deelgenomen    |
| 2015   | Niet deelgenomen    | Niet deelgenomen    | Niet deelgenomen    | Niet deelgenomen    | Niet deelgenomen    | Niet deelgenomen    | Niet deelgenomen    |
| 2019   | Niet gekwalificeerd | Niet gekwalificeerd | Niet gekwalificeerd | Niet gekwalificeerd | Niet gekwalificeerd | Niet gekwalificeerd | Niet gekwalificeerd |
| 2023   | Niet gekwalificeerd | Niet gekwalificeerd | Niet gekwalificeerd | Niet gekwalificeerd | Niet gekwalificeerd | Niet gekwalificeerd | Niet gekwalificeerd |
| Totaal | 0/9                 | 0                   | 0                   | 0                   | 0                   | 0                   | 0                   |

### Olympische Spelen
| Jaar   | Resultaat        | Wed              | W                | G                | V                | DV               | DT               |
| ------ | ---------------- | ---------------- | ---------------- | ---------------- | ---------------- | ---------------- | ---------------- |
| 1996   | Niet deelgenomen | Niet deelgenomen | Niet deelgenomen | Niet deelgenomen | Niet deelgenomen | Niet deelgenomen | Niet deelgenomen |
| 2000   | Niet deelgenomen | Niet deelgenomen | Niet deelgenomen | Niet deelgenomen | Niet deelgenomen | Niet deelgenomen | Niet deelgenomen |
| 2004   | Niet deelgenomen | Niet deelgenomen | Niet deelgenomen | Niet deelgenomen | Niet deelgenomen | Niet deelgenomen | Niet deelgenomen |
| 2008   | Niet deelgenomen | Niet deelgenomen | Niet deelgenomen | Niet deelgenomen | Niet deelgenomen | Niet deelgenomen | Niet deelgenomen |
| 2012   | Niet deelgenomen | Niet deelgenomen | Niet deelgenomen | Niet deelgenomen | Niet deelgenomen | Niet deelgenomen | Niet deelgenomen |
| 2016   | Niet deelgenomen | Niet deelgenomen | Niet deelgenomen | Niet deelgenomen | Niet deelgenomen | Niet deelgenomen | Niet deelgenomen |
| 2020   | Niet deelgenomen | Niet deelgenomen | Niet deelgenomen | Niet deelgenomen | Niet deelgenomen | Niet deelgenomen | Niet deelgenomen |
| 2024   | Nog te bepalen   | Nog te bepalen   | Nog te bepalen   | Nog te bepalen   | Nog te bepalen   | Nog te bepalen   | Nog te bepalen   |
| Totaal | 0/8              | 0                | 0                | 0                | 0                | 0                | 0                |

### Afrikaans kampioenschap
| Jaar   | Resultaat           | Wed                 | W                   | G                   | V                   | DV                  | DT                  |
| ------ | ------------------- | ------------------- | ------------------- | ------------------- | ------------------- | ------------------- | ------------------- |
| 1991   | Niet deelgenomen    | Niet deelgenomen    | Niet deelgenomen    | Niet deelgenomen    | Niet deelgenomen    | Niet deelgenomen    | Niet deelgenomen    |
| 1995   | Niet deelgenomen    | Niet deelgenomen    | Niet deelgenomen    | Niet deelgenomen    | Niet deelgenomen    | Niet deelgenomen    | Niet deelgenomen    |
| 1998   | Niet deelgenomen    | Niet deelgenomen    | Niet deelgenomen    | Niet deelgenomen    | Niet deelgenomen    | Niet deelgenomen    | Niet deelgenomen    |
| 2000   | Niet deelgenomen    | Niet deelgenomen    | Niet deelgenomen    | Niet deelgenomen    | Niet deelgenomen    | Niet deelgenomen    | Niet deelgenomen    |
| 2002   | Niet deelgenomen    | Niet deelgenomen    | Niet deelgenomen    | Niet deelgenomen    | Niet deelgenomen    | Niet deelgenomen    | Niet deelgenomen    |
| 2004   | Niet deelgenomen    | Niet deelgenomen    | Niet deelgenomen    | Niet deelgenomen    | Niet deelgenomen    | Niet deelgenomen    | Niet deelgenomen    |
| 2006   | Niet deelgenomen    | Niet deelgenomen    | Niet deelgenomen    | Niet deelgenomen    | Niet deelgenomen    | Niet deelgenomen    | Niet deelgenomen    |
| 2008   | Niet deelgenomen    | Niet deelgenomen    | Niet deelgenomen    | Niet deelgenomen    | Niet deelgenomen    | Niet deelgenomen    | Niet deelgenomen    |
| 2010   | Niet deelgenomen    | Niet deelgenomen    | Niet deelgenomen    | Niet deelgenomen    | Niet deelgenomen    | Niet deelgenomen    | Niet deelgenomen    |
| 2012   | Niet deelgenomen    | Niet deelgenomen    | Niet deelgenomen    | Niet deelgenomen    | Niet deelgenomen    | Niet deelgenomen    | Niet deelgenomen    |
| 2014   | Niet deelgenomen    | Niet deelgenomen    | Niet deelgenomen    | Niet deelgenomen    | Niet deelgenomen    | Niet deelgenomen    | Niet deelgenomen    |
| 2016   | Niet deelgenomen    | Niet deelgenomen    | Niet deelgenomen    | Niet deelgenomen    | Niet deelgenomen    | Niet deelgenomen    | Niet deelgenomen    |
| 2018   | Niet gekwalificeerd | Niet gekwalificeerd | Niet gekwalificeerd | Niet gekwalificeerd | Niet gekwalificeerd | Niet gekwalificeerd | Niet gekwalificeerd |
| 2022   | Niet gekwalificeerd | Niet gekwalificeerd | Niet gekwalificeerd | Niet gekwalificeerd | Niet gekwalificeerd | Niet gekwalificeerd | Niet gekwalificeerd |
| Totaal | 0/14                | 0                   | 0                   | 0                   | 0                   | 0                   | 0                   |

### Afrikaanse Spelen
| Jaar   | Resultaat           | Wed                 | W                   | G                   | V                   | DV                  | DT                  |
| ------ | ------------------- | ------------------- | ------------------- | ------------------- | ------------------- | ------------------- | ------------------- |
| 2003   | Niet deelgenomen    | Niet deelgenomen    | Niet deelgenomen    | Niet deelgenomen    | Niet deelgenomen    | Niet deelgenomen    | Niet deelgenomen    |
| 2007   | Niet deelgenomen    | Niet deelgenomen    | Niet deelgenomen    | Niet deelgenomen    | Niet deelgenomen    | Niet deelgenomen    | Niet deelgenomen    |
| 2011   | Niet deelgenomen    | Niet deelgenomen    | Niet deelgenomen    | Niet deelgenomen    | Niet deelgenomen    | Niet deelgenomen    | Niet deelgenomen    |
| 2015   | Niet deelgenomen    | Niet deelgenomen    | Niet deelgenomen    | Niet deelgenomen    | Niet deelgenomen    | Niet deelgenomen    | Niet deelgenomen    |
| 2019   | Niet gekwalificeerd | Niet gekwalificeerd | Niet gekwalificeerd | Niet gekwalificeerd | Niet gekwalificeerd | Niet gekwalificeerd | Niet gekwalificeerd |
| 2023   | Nog te bepalen      | Nog te bepalen      | Nog te bepalen      | Nog te bepalen      | Nog te bepalen      | Nog te bepalen      | Nog te bepalen      |
| Totaal | 0/6                 | 0                   | 0                   | 0                   | 0                   | 0                   | 0                   |

## Selecties

### Huidige selectie
Onder meer deze spelers werden geselecteerd voor twee kwalificatiewedstrijden voor het Afrikaans kampioenschap voetbal vrouwen 2022 in oktober 2021.
| Verdediging          |                  |                            |
| 6                    | Noella Mokossi   | CR Khemis Zemamra          |
| Aanval               |                  |                            |
| 7                    | Christelle Demba | Amed SK                    |
| 10                   | M'pemba Makaya   | Amed SK                    |
| Onbekend             |                  |                            |
| 4                    | Rachelle Tidot   | Onbekend                   |
| 15                   | Delalune Youngaï | Athletique Fille de Figuil |
| Bondscoach: Onbekend |                  |                            |